# Берлінський шаховий турнір 1918 (квітень)
Берлінський шаховий турнір у квітні 1918 — міжнародний шаховий турнір у Берліні, що відбувся у квітні 1918 року. Його організував шаховий видавець Бернгард Каґан.

## Турнірна таблиця
| М | Гравець          | 1  | 2  | 3  | 4  | Очки | + | - | = |
| - | ---------------- | -- | -- | -- | -- | ---- | - | - | - |
| 1 | Мілан Відмар     | Х  | ½½ | 1½ | 11 | 4½   | 3 | 0 | 3 |
| 2 | Карл Шлехтер     | ½½ | X  | ½1 | ½½ | 3½   | 1 | 0 | 5 |
| 3 | Жак Мізес        | 0½ | ½0 | X  | 11 | 3    | 2 | 2 | 2 |
| 4 | Акіба Рубінштейн | 00 | ½½ | 00 | X  | 1    | 0 | 4 | 2 |